# Comunità montana Titerno e Alto Tammaro
La Comunità montana Titerno e Alto Tammaro è una comunità montana della provincia di Benevento, che comprende 17 comuni. Essa si estende sull'appennino campano, tra la Valle Telesina, le colline dell'alto Tammaro ed il massiccio del Matese.

## Geografia fisica

### Territorio
La comunità montana Titerno e Alto Tammaro è stata costituita nel 2008 per accorpamento delle
comunità montane Zona del Titerno e Zona Alto Tammaro . Ne fanno parte i seguenti comuni:

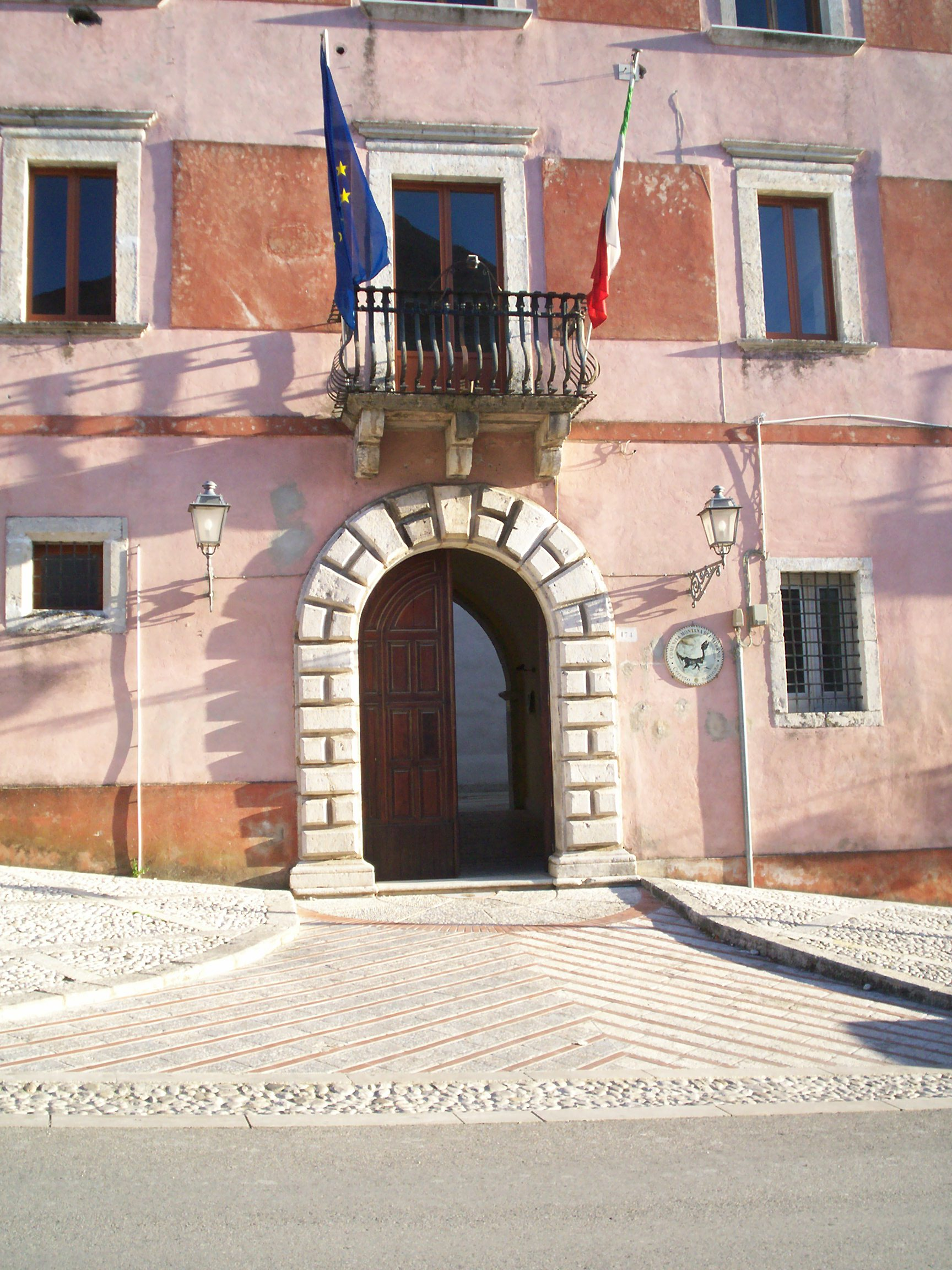
Palazzo Giuseppe Ciaburro, sede della comunità montana, in Cerreto Sannita

- Campolattaro
- Castelpagano
- Cerreto Sannita
- Circello
- Colle Sannita
- Cusano Mutri
- Faicchio
- Guardia Sanframondi
- Morcone
- Pietraroia
- Pontelandolfo
- Reino
- San Lorenzello
- San Lupo
- San Salvatore Telesino
- Santa Croce del Sannio
- Sassinoro